# Rhinolophus osgoodi
Rhinolophus osgoodi är en fladdermusart som beskrevs av Sanborn 1939. Rhinolophus osgoodi ingår i släktet Rhinolophus och familjen hästskonäsor. IUCN kategoriserar arten globalt som otillräckligt studerad. Inga underarter finns listade i Catalogue of Life.
Arten når en kroppslängd (huvud och bål) av 52 till 54 mm och en svanslängd av 17 till 21 mm. Den har 8 till 9 mm långa bakfötter, 12 till 20 mm stora öron och 41 till 46 mm långa underarmar. Liksom hos andra familjemedlemmar förekommer hudflikar (bladet) på näsan där grundformen liknar en hästsko. Håren som bildar ovansidans päls är grå nära roten och ljusbrun på spetsen. Undersidans päls är ännu ljusare brun. Arten liknar främst Rhinolophus shortridgei men detaljer av näsbladet har en avvikande utformning.
Denna fladdermus är bara känd från en liten region i provinsen Yunnan i södra Kina. Artens holotyp upptäcktes i en grotta.